# Soraya Tarzi
 (avril 2018).
Si vous disposez d'ouvrages ou d'articles de référence ou si vous connaissez des sites web de qualité traitant du thème abordé ici, merci de compléter l'article en donnant les références utiles à sa vérifiabilité et en les liant à la section « Notes et références ».
Soraya Tarzi, fille de Mahmoud Tarzi et Asma Rasmia, née le 24 novembre 1899 à Damas, alors partie de l'Empire ottoman, et morte le 20 avril 1968 à Rome, est une reine afghane.

## Biographie
Son père, l'intellectuel et chef afghan Mahmoud Tarzi, lui transmet une solide éducation. Sa mère, Asma Ramsay, était une féministe d'origine syrienne. Son grand-père, Ghulam Muhammad Tarzi (en), s'étant opposé à l'émir Abdur Rahman Khan, la famille est déportée sur son ordre en Inde alors britannique ; plus tard, elle s'installe à Damas, alors territoire turc ottoman. À la suite du décès d'Abdur Rahman, elle revient à Kaboul en 1881,,,.
Soraya Tarzi se marie avec Amanullah Khan, petit-fils d'Abdur Rahman Khan, et troisième fils du roi Habibullah Khan, en 1912 ; Amanullah devient roi en 1919, après l'assassinat de son père. Elle est, selon la plupart des sources, sa seule femme - Amanullah étant veuf -, ce qui va à l'encontre des traditions de l'époque.
Tandis que le roi lance des réformes en faveur des femmes (interdiction du mariage forcé et de la polygamie, promotion de l'éducation), la reine Soraya est remarquée lors de la tournée européenne du couple de 1928, ne portant pas le voile islamique.
La même année, elle reçoit un prix honoraire de l'université d'Oxford, qui n'est pas seulement honorifique car elle compte alors parmi les femmes les plus influentes de son temps. C'est une reine réformatrice, militante pour les droits et l'éducation des femmes afghanes entre 1921 et 1929, date à laquelle son époux abdique, et l'emmène en exil en Inde d'abord, puis en Europe.
Elle a notamment créé une école de fille où Eugénie Bazin-Foucher enseigna.
Elle décède en 1968 à Rome, en Italie. 

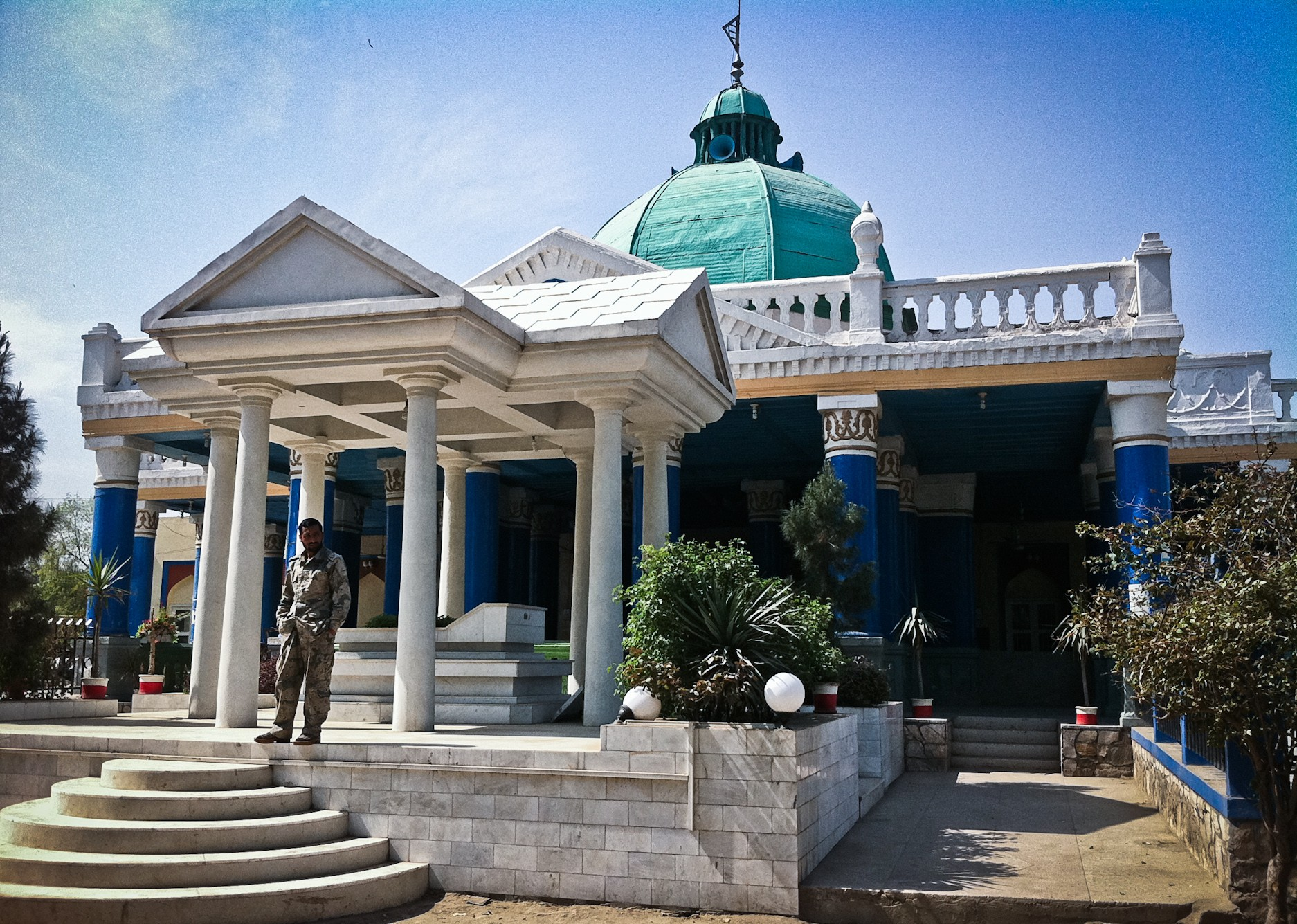
La reine Soraya et son mari le roi Amanullah sont enterrés dans ce mausolée à Jalalabad (Afghanistan).